# Pioneers FC
Der Pioneers Football Club war ein irischer Fußballverein aus Dublin.

## Geschichte
Der Verein wurde im Jahre 1908 gegründet und im Jahre 1922 in die erstklassige League of Ireland aufgenommen, unter anderem mit dem heutigen irischen Rekordmeister Shamrock Rovers. Sportlich spielte der Verein nur eine Nebenrolle. Größter Erfolg war der achte Platz in der Saison 1922/23. Ein Jahr später wurde die Mannschaft Vorletzter und den Spielzeiten 1924/25 und 1925/26 jeweils Letzter. 1926 wurde der Verein nicht wieder in die Liga gewählt und musste seinen Platz zu Gunsten des Dundalk FC räumen.
Der Verein nahm viermal am irischen Pokalwettbewerb teil und scheiterte dreimal davon bereits in der ersten Runde. In der Saison 1924/25 erreichte der Verein nur durch ein Freilos in der ersten Runde das Viertelfinale, wo die Mannschaft mit 0:4 bei den Bray Unknowns verlor. Der Verein spielte in Amateurligen weiter und löste sich 2017 auf.